# Polisseno Epifane Sotere
Polisseno Epifane Sotere (in greco antico: Πολύξενος Ἐπιφανῆς Σωτήρ?, Polyxenos Epiphanēs Sōtēr; fl. I secolo a.C.) è stato un sovrano indo-greco, che regnò per breve tempo nel Punjab occidentale o Gandhara.

## Datazione
Osmund Bopearachchi colloca Polisseno intorno al 100 a.C. e R. C. Senior intorno all'85-80 a.C.

## Monetazione
Polisseno, i cui ritratti raffigurano un giovane diademato, coniò monete d'argento che ricordano da vicino quelle di Stratone I. Entrambi i re usarono gli epiteti di Soter Epifane e il rovescio di Atena Alcidemus, emblema della dinastia di Menandro I. Polisseno coniò anche bronzi con Atena al dritto e la sua egida al rovescio.
Le monete di Polisseno sono poche e presentano solo tre monogrammi: questi li condivide con Stratone I, Eliocle II e Archebio, secondo Bopearachchi e R.C. Senior.
È quindi probabile che sia stato un breve concorrente per il potere nel regno indo-greco centrale, dopo la morte presumibilmente violenta di Stratone I, che forse era suo padre.